# Erik Kristiansen
Erik Kristiansen, født den 12. marts 1961 i  Furnes, er en  Norsk tidligere ishockeyspiller.
Han spillede i alt 20 sæsoner med Storhamar Dragons på norsk Hamar. Han spillede også 97 kampe for  Norges landshold, inklusive i verdensmesterskabet og OL.  I 1985 blev Kristiansen udnævnt til årets bedste norske spiller, hvilket gav ham pris Gullpucken. Inden sæsonen 1987/88 underskrev Kristiansen og Storhamarkollegen Åge Ellingsen for IF Björklöven i den svenske  Elite Series, hvor holdet gik til et sidste tab mod Färjestad BK.
Han er Storhamars mest målscorer nogensinde med 509 mål og 406 assists i 649 kampe i 20 sæsoner.